# Groeve boven Kloostergroeve

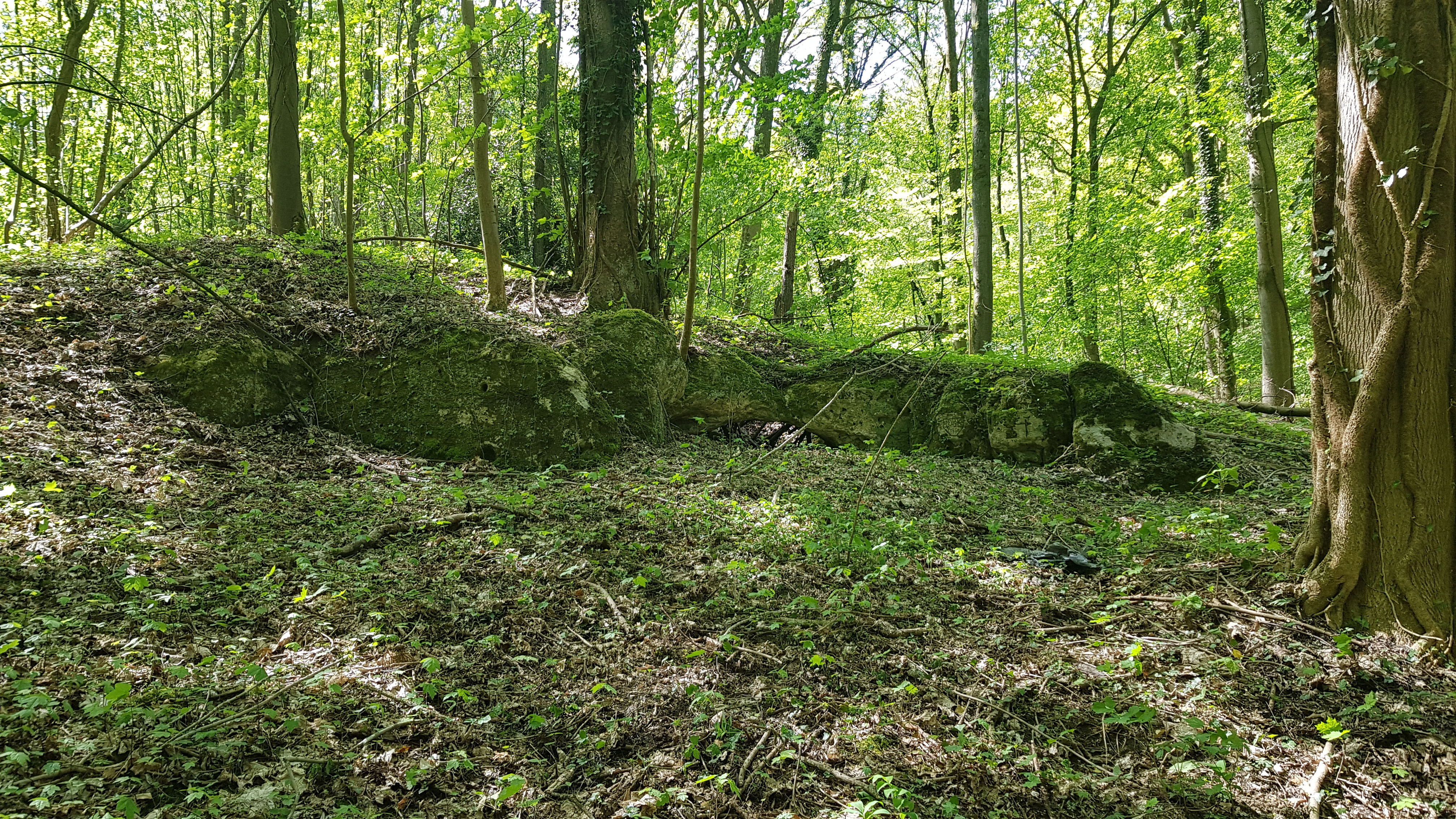
Groeve boven Kloostergroeve

De Groeve boven Kloostergroeve is een Limburgse mergelgroeve in de Nederlandse gemeente Valkenburg aan de Geul in Zuid-Limburg. De ondergrondse groeve ligt ten oosten van Geulhem in het hellingbos Bergse Heide op de noordelijke rand van het Plateau van Margraten in de overgang naar het Geuldal. Ter plaatse duikt het plateau een aantal meter steil naar beneden.
Op ongeveer 100 tot 130 meter naar het noordwesten liggen de groeves Groeve het Paradijsbergske Ia en Groeve het Paradijsbergske I en op ongeveer 150 meter naar het noordoosten ligt de ingang van de Kloostergroeve.

## Geschiedenis
In welke periode de groeve door blokbrekers werd ontgonnen is niet bekend.

## Groeve
De groeve heeft een oppervlakte van ongeveer 78 vierkante meter.
Het gebied waarin de groeve gelegen is is eigendom van Het Limburgs Landschap.

## Geologie
De nabijgelegen groeves zijn uitgehouwen in de Kalksteen van Meerssen van de Formatie van Maastricht. De Groeve boven Kloostergroeve is waarschijnlijk in dezelfde kalksteen uitgehouwen.